# Belyta nixoni
Belyta nixoni är en stekelart som beskrevs av Macek 1996. Belyta nixoni ingår i släktet Belyta, och familjen hyllhornsteklar. Arten är reproducerande i Sverige.